# IBM 603
A IBM 603 Electronic Multiplier (Multiplicador Electrónico) foi o primeiro dispositivo calculador electrónico comercial produzido em massa, utilizando 300 tubos de vácuo numa grande caixa efectuar operações de soma, subtracção e multiplicação (os anteriores da série 600 eram electro-mecânicos, salvo a variante não comercial Aberdeen Relay Calculator do IBM 601 que implementava sua lógica com relés).</ref> A IBM 603 foi adaptada como a unidade de aritmética do computador electromecânico da IBM Selective Sequence Electronic Calculator (Calculador Electrónico Sequencial Selectivo).
Foi desenhado por James W. Bryce, e incluía circuitos patenteados por A. Halsey Dickenson em 1937. O IBM 603 foi desenvolvido na sede de Endicott, Nova Iorque, e anunciou-se a 27 de setembro de 1946. Só foram construídas umas 100 unidades, os volumosos tubos de vácuo que empregava a fizeram complicada de fabricar, mas a demanda demonstrou que o produto preenchia uma necessidade. Demonstrou-se que a máquina era capaz de dividir, mas o resultado sozinho podia usar 3 dígitos de precisão por falta a mais tubos.
O IBM 603 foi o predecessor do IBM 604 com 1 100 tubos, era um dispositivo programável com capacidades mais complexas e que já podia dividir, utilizando um desenho patenteado de módulos de ligar que faziam ao produto mais fácil de fabricar e manter.